# 代塞尔蒂讷
代塞尔蒂讷（法語：Désertines，法語發音：[dezɛʁtin]），法国中部城市，奥弗涅-罗讷-阿尔卑斯大区阿列省的一个市镇，隶属于蒙吕松区，其市镇面积为8.34平方公里，2022年1月1日时人口数量为4,323人，在法国城市中排名第2,474位。
代塞尔蒂讷位于阿列省西部，蒙吕松市区北侧，谢尔河右岸，是蒙吕松的一个近郊卫星城。

## 地名来源
代塞尔蒂讷最初于公元12世纪时在一份宗教宪章中出现，该名称的含义及来源尚存在争议。同名市镇在法国西北部的马耶讷省亦有出现。
代塞尔蒂讷所处区域历史上通行马尔什方言，“Désertines”对应的拼写为“Desartines”.

## 历史
代塞尔蒂讷的早期历史尚不清楚。根据当地官方网站的论述，代塞尔蒂讷境内最早的聚落形成于谢尔河畔的一处约25米高的悬崖下方。中世纪时，代塞尔蒂讷长期为一处普通农业村落，一条沿谢尔河右岸延伸的道路由此通过。法国大革命后，代塞尔蒂讷成为阿列省的一个市镇，其间，蒙吕松政府曾希望与代塞尔蒂讷合并但遭到后者拒绝。19世纪时，得益于蒙吕松的城市扩张，代塞尔蒂讷人口数量有所增加，当地出现了多处新建居民区。

## 地理

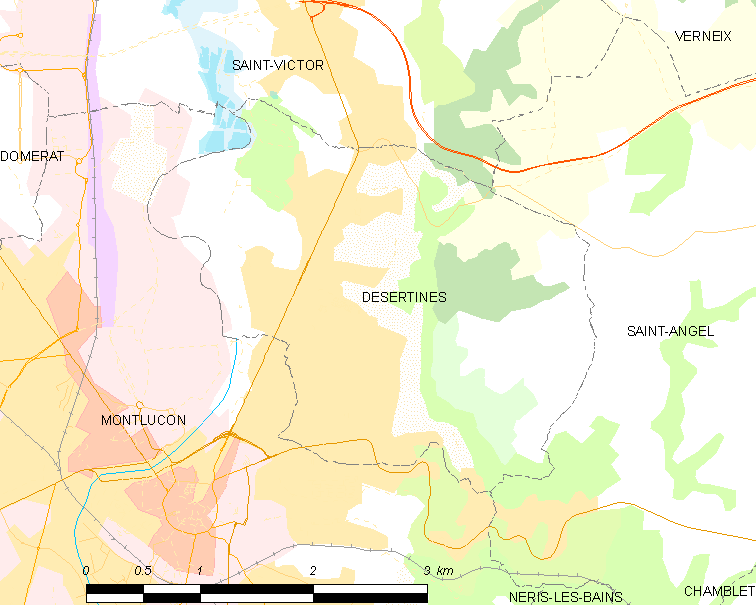
代塞尔蒂讷市镇范围地图

代塞尔蒂讷位于法国中部，奥弗涅-罗讷-阿尔卑斯大区西北部和阿列省西部，距离省会穆兰大约68公里。与代塞尔蒂讷接壤的市镇包括：圣维克托、圣昂热勒和蒙吕松。

### 地形
代塞尔蒂讷位于法国中央高原北部边缘地带，境内以浅丘为主，市镇中心整体地势自河谷地带向两侧抬升，市区东部及部分区域起伏明显，全境海拔在193到384米之间。

### 水文
代塞尔蒂讷位于卢瓦尔河流域范围内，谢尔河干流自南向北流经市区西侧，其右岸支流卢比耶尔溪（ruisseau des Loubières）及普雷欧溪（ruisseau du Préau）自东向西流经镇中心。

### 植被
代塞尔蒂讷属于温带阔叶混交林区，林地多分布于河流附近及坡地地区。
在鲜花城市的评比中，代塞尔蒂讷暂未被评级。

### 气候
代塞尔蒂讷在柯本气候分类法中属于温带海洋性气候。

## 行政区划
代塞尔蒂讷的市镇编号为03098，邮政编号为03630。
在行政管理方面，代塞尔蒂讷隶属于法国奥弗涅-罗讷-阿尔卑斯大区阿列省蒙吕松区；在地方选举方面，代塞尔蒂讷隶属于蒙吕松第二县，其市镇范围全境被划入阿列省第二选区；在社会管理方面，代塞尔蒂讷是蒙吕松城市圈公共社区的组成部分。
截至2023年4月，代塞尔蒂讷市镇范围内暂无任何城市敏感街区及城市政策优先街区。
法国国家统计与经济研究所（简称）在进行数据统计时，将代塞尔蒂讷及相邻的另外五个市镇设为蒙吕松城市核心区，并将包括核心区在内的周边共38个市镇划为蒙吕松城市区。自2020年起，蒙吕松城市区被包含58个市镇的蒙吕松城市辐射区代替。此外，还将代塞尔蒂讷市镇一个“块区”（IRIS），以便于统计人口分布情况。

## 交通

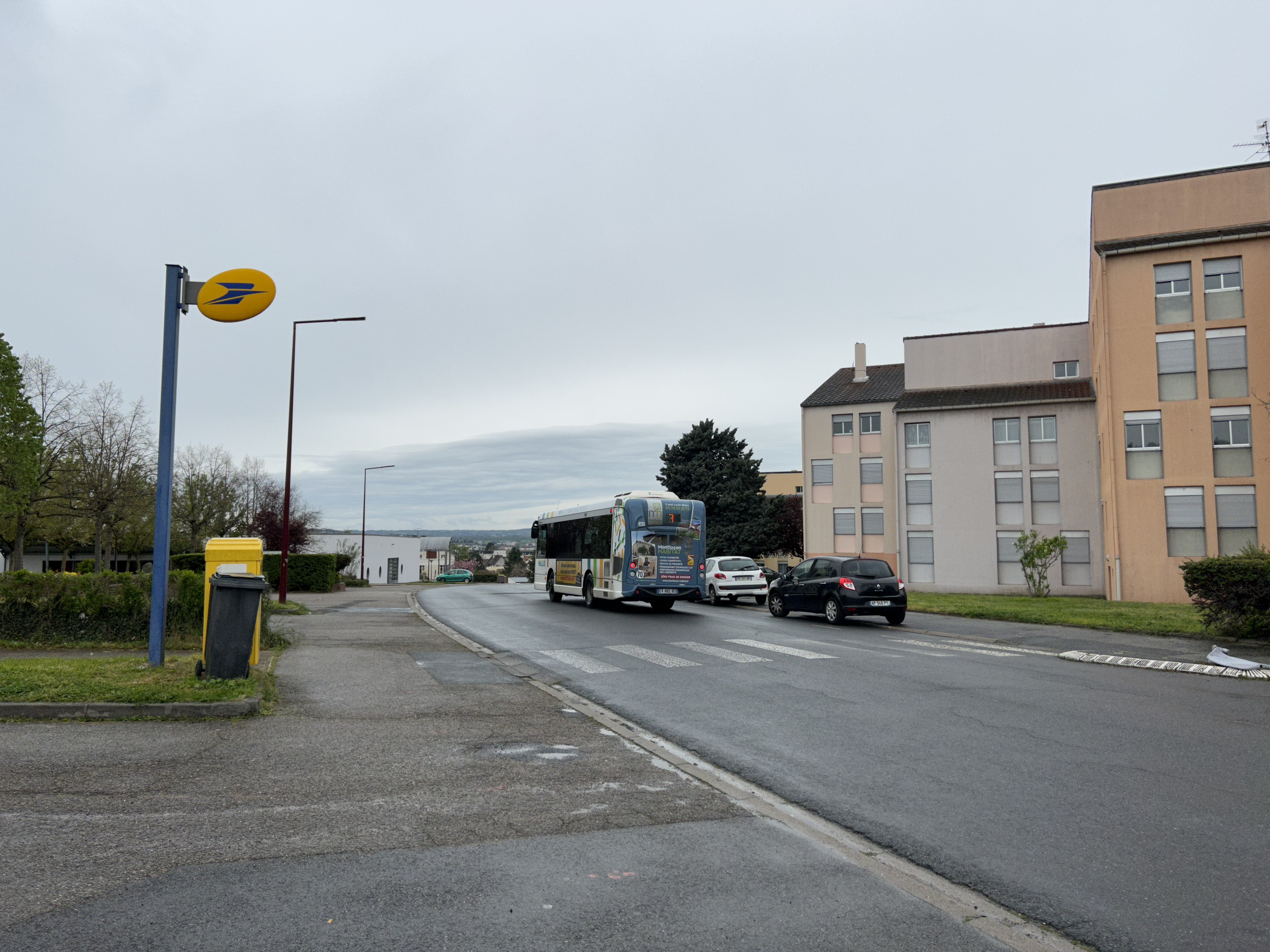
途径居里街的一辆公共汽车

### 公路
多条阿列省省道在代塞尔蒂讷境内交汇，其境内大部分道路完成城市化改造，配套有照明、排水、人行道等设施。奥弗涅-罗讷-阿尔卑斯大区下属的城际客运提供巴士线路，可前往周边部分市镇。
2019年，77.1%的代塞尔蒂讷家庭拥有至少一辆私人汽车。2019年，代塞尔蒂讷境内共发生各类交通事故3起，造成3人受伤，其中2人重伤。
| 36 | 3 |

| 穆兰 | 68 |

| 蒙吕松 | 2 |

| 瓦隆昂叙利 | 22 |

### 铁路
代塞尔蒂讷距离蒙吕松站大约3公里，该站停靠前往布尔日/维耶尔宗、克莱蒙费朗和利摩日三个方向的区域列车。

### 航空
距离代塞尔蒂讷最近的民用航空站为93公里外的克莱蒙费朗机场。

### 城市公共交通
代塞尔蒂讷是蒙吕松城市公共交通（商业名称为）是当地的城市公共交通系统。截至2023年4月，该系统共包括条公交线路，路网覆盖了代塞尔蒂讷市区内的主要街道和居民区。

## 政治

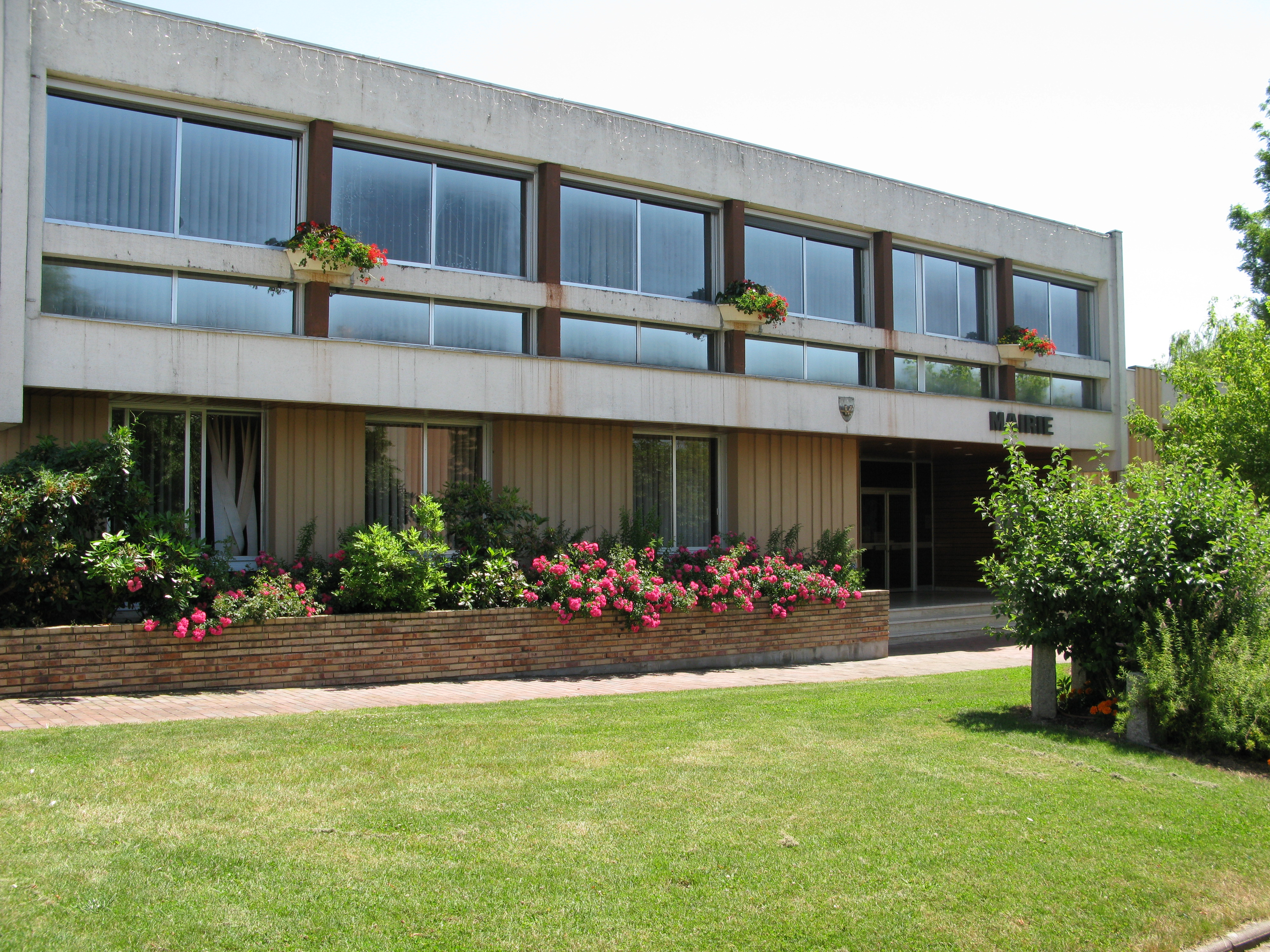
代塞尔蒂讷市政厅

代塞尔蒂讷的现任市长为克里斯蒂安·桑瓦桑先生（Christian SANVOISIN），他是一名左翼无党派人士，在2020年的市政选举中获得了77.74%的支持率。
在2022年的法国总统大选中，法国第25任总统埃马纽埃尔·马克龙在代塞尔蒂讷获得了52.91%的支持率。

## 人口
2019年，代塞尔蒂讷市镇人口数量为4,459，在法国排名第2,474位。其中男性2,047人，女性2,412人，75岁及以上人口占13.4%，外籍人口数量为110人，人口密度为535人/平方公里，当地男性居民被称为或，女性居民被称为或。2020年，代塞尔蒂讷境内出生32人，死亡人口67人。
| 代塞尔蒂讷1901年－2020年人口变化情况 |
|                                      |
| 数据来源：Cassini、INSEE             |

## 经济
代塞尔蒂讷是蒙吕松一个近郊卫星城。截止2023年4月，代塞尔蒂讷市镇范围内共有各类用人单位（包含自雇）410家，平均历史为17年，其中99.17%为中小型企业（PME），2023年2月至4月间，当地的经济活力指数为0.49%。（医疗）、（装修）及（立面装潢）是当地2021年营业额最高的三个企业，分别为36,163,445欧元、3,919,868欧元和2,045,975欧元。

## 财政与居民收入
2021年，代塞尔蒂讷的财政收入总额为3,541,910欧元，财政支出总额为2,930,340欧元，当年的债务总额为3,003,780欧元。2021年，代塞尔蒂讷市镇通过增值税获得74,450欧元的收入，此外当地还共获得了359,170欧元的国家直接财政补助。
2020年，代塞尔蒂讷的人均月收入总额为2,036欧元，其中高级职员为3,328欧元，高于法国平均水平（4,230欧元）；中级职员为2,407欧元，低于法国平均水平（2,411欧元）；普通职员为1,650欧元，亦低于法国平均水平（1,740欧元）。
2019年，代塞尔蒂讷境内的贫困率为12%，青壮年（15至64岁）失业率为13.0%；当地50.9%的家庭拥有纳税资格，平均纳税4,305欧元，低于法国平均水平（3,910欧元）。

## 社会事务

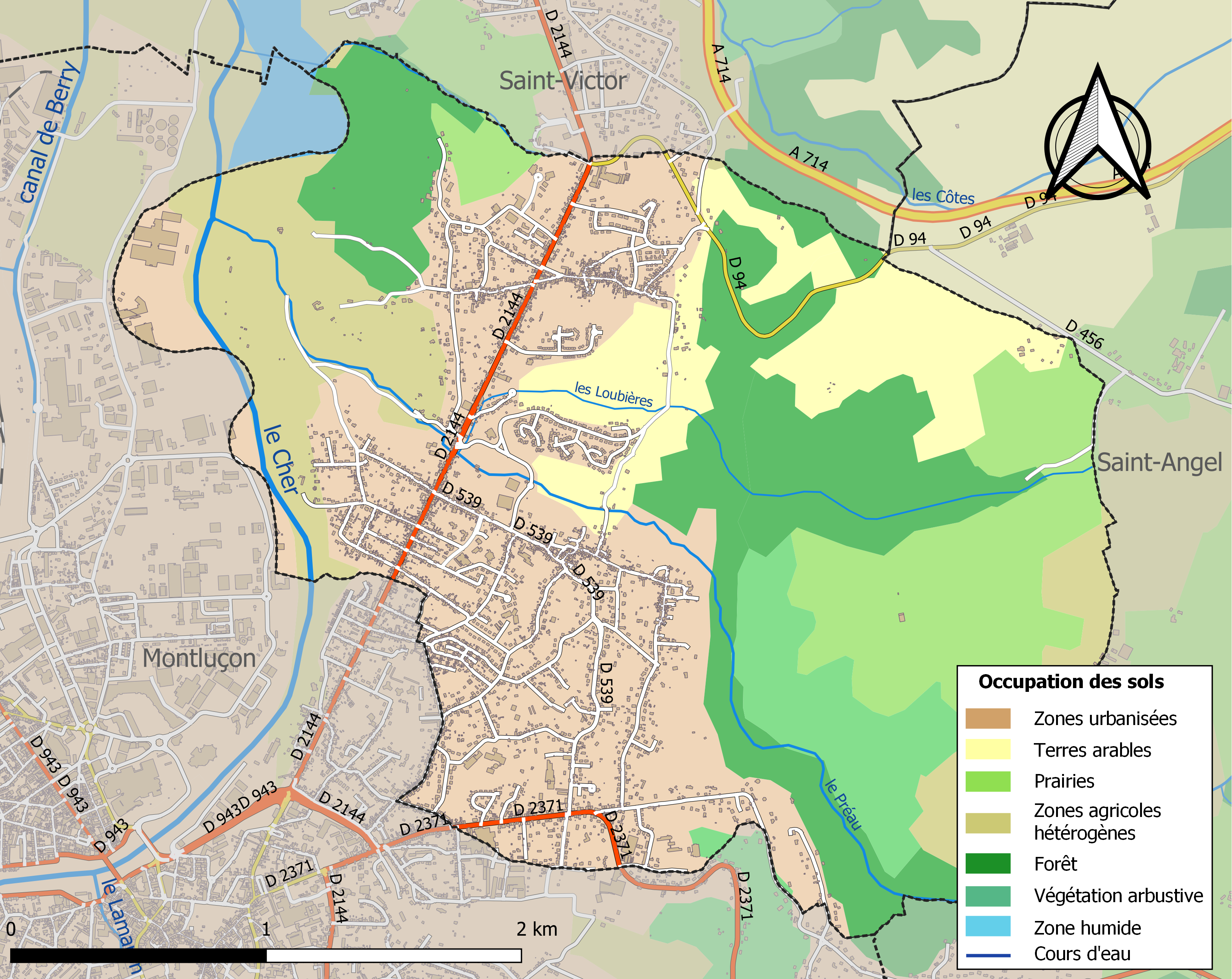
代塞尔蒂讷土地利用情况地图

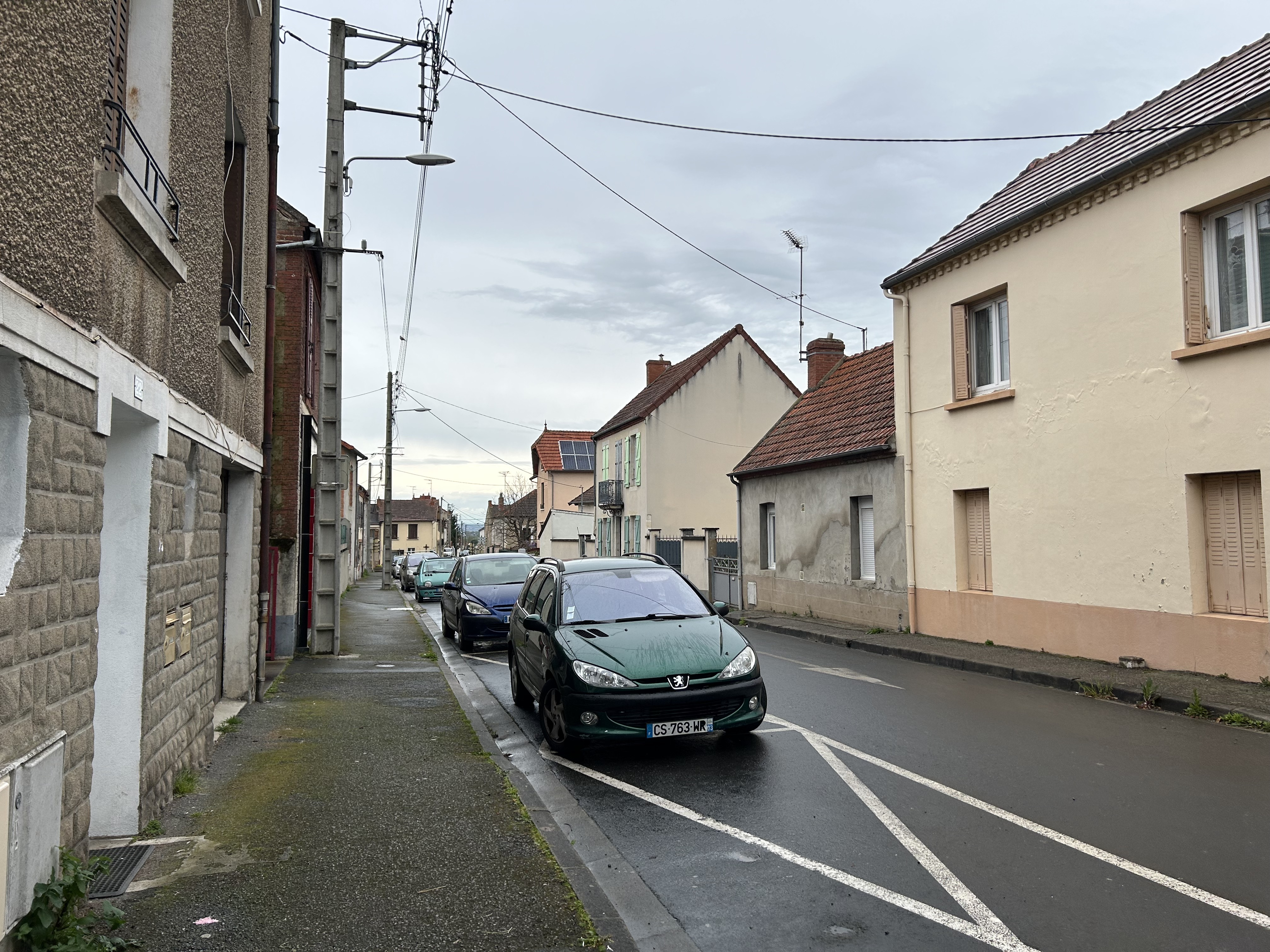
共和国街

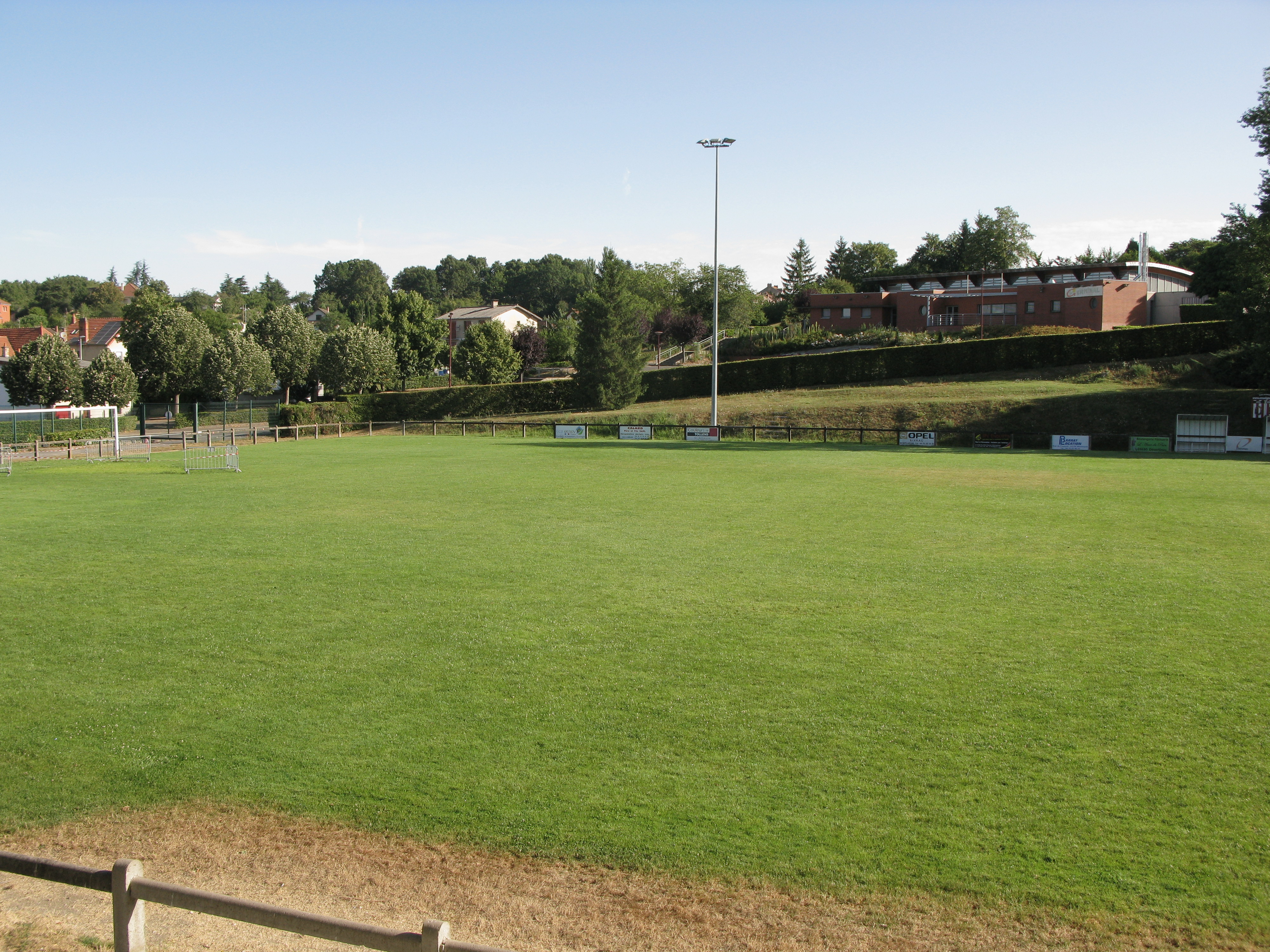
尚普兰球场

### 教育
代塞尔蒂讷属于克莱蒙费朗学区。截止2021年1月1日，代塞尔蒂讷境内共有1所幼儿园、3所小学和1所初级中学。2021至2022学年度，代塞尔蒂讷境内共有在校中等教育阶段学生523名。

### 医疗
截止2021年1月1日，代塞尔蒂讷境内共有全科医生8名、保健师7名、牙医4名和护士9名。境内共有药房2家、养老院1家。
距离代塞尔蒂讷最近的区域性医疗机构为“蒙吕松-内里莱班中心医院”（Centre Hospitalier Montluçon - Néris les Bains），其主病区位于蒙吕松市区，距离代塞尔蒂讷市区的正常车程约6分钟，该院设有床位396个，是当地规模最大的公立综合性医院。
圣弗朗索瓦私立医院（Hôpital Privé Saint François）位于代塞尔蒂讷市区，后者是一家综合性的私立医疗机构。

### 住房
2019年，代塞尔蒂讷境内共有各类住房2,499套，其中85.7%为独立式居民区，14.2%为集中式居民区。常住房屋占代塞尔蒂讷市镇范围内居民建筑总量的86.9%。
在住房保障政策方面，2021年，代塞尔蒂讷境内共有330户家庭获得了住房经济补助，受益人数占总人口数量的7.4%，其中298份为房租补助。

### 商业
2021年，代塞尔蒂讷境内共有各类实体商铺46家，其中餐厅3家、大型超市1家、面包房4家、美容美发店4家、汽车维修店4家。镇中心建有一家家乐福超市。

### 体育
2021年，代塞尔蒂讷境内共有2间体育馆、4处网球场、2处足球或橄榄球场以及2处篮球或排球场。
截至2023年4月，代塞尔蒂讷比亚谢特体育联盟（Union Sportive Biachette Désertines，编号520001）是代塞尔蒂讷境内唯一的一家注册足球俱乐部。该队成立于1963年，其主队2022至2023赛季参加阿列省足球联赛乙组（法国第十级别），其主场为尚普兰球场（Stade de Champlain）。

### 环境
代塞尔蒂讷的环境事务由其所属的蒙吕松城市圈公共社区联合各级政府协调负责。2021年，代塞尔蒂讷境内暂无污染企业。

### 治安
代塞尔蒂讷及其附近的共6个市镇是蒙吕松警区（zone police de Montluçon）的管辖范围。2020年，该警区累计记录各类案件2,606起，其中盗窃类案件1,271起，经济类案件434起，毒品交易类案件150起。

## 文化

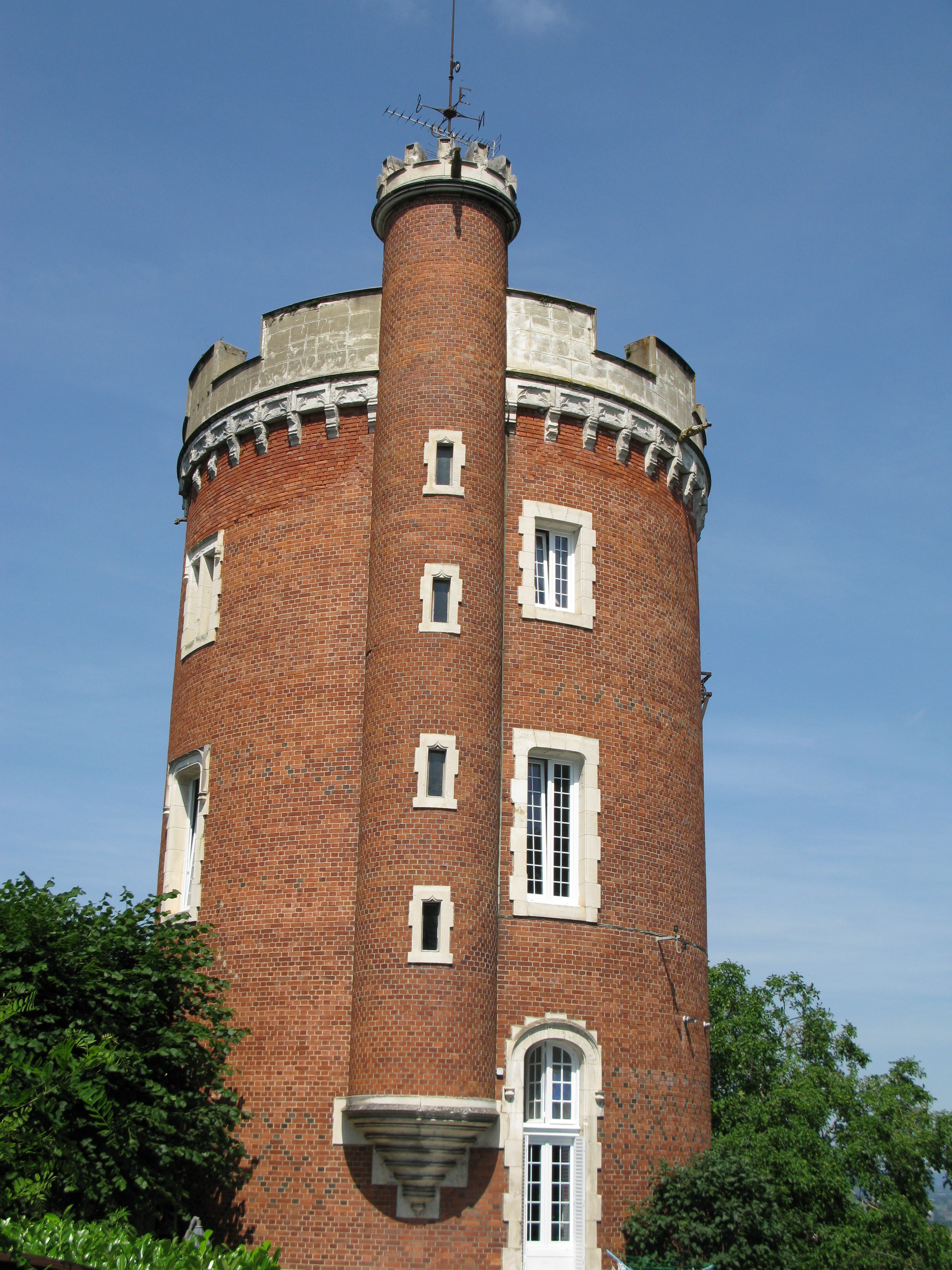
佩里耶塔

2021年，代塞尔蒂讷境内暂无任何游客接待设施。代塞尔蒂讷境内建有莱奥·费雷多媒体中心（Médiathèque Léo Ferré），每周二、三、五、六向公众开放。

### 建筑
代塞尔蒂讷境内有多处历史建筑，其中镇中心的圣乔治教堂（Église Saint-Georges de Désertines）、佩里耶塔（Tour Perrier）等为当地的地标性建筑物。

### 旅游
代塞尔蒂讷的旅游事务由其所属的蒙吕松城市圈公共社区负责。2022年，代塞尔蒂讷境内暂无任何游客接待设施。

### 媒体
法国主要的媒体均可在代塞尔蒂讷接收，法国电视三台下属的奥弗涅-罗讷-阿尔卑斯大区频道在部分时段播出代塞尔蒂讷所在阿列省的地方新闻。《山地报》、蓝色法兰西奥弗涅地区广播、震动广播、Scoop广播等是当地主要的地方性媒体。

## 友好城市
截至2023年4月，代塞尔蒂讷暂未建立任何友好城市关系。